# Куцяк, Душан
Ду́шан Ку́цяк (словац. Dušan Kuciak; род. 21 мая 1985, Жилина, Среднесловацкий край) — словацкий футболист, вратарь польского клуба «Лехия» из Гданьска. Выступал за сборную Словакии.

## Клубная карьера
Душан Куцяк — воспитанник футбольного клуба «Жилина», базирующегося в одноимённом городе на северо-западе Словакии. В 2001 году молодой вратарь заключил свой первый профессиональный контракт с клубом «Тренчин». Проведя в «Тренчине» 2 сезона, Куцяк вернулся в родной клуб, следующие полтора сезона отыграв в качестве второго вратаря «Жилины» (первым был его будущий партнёр по сборной Словакии Ян Муха). Чтобы обеспечить молодому вратарю постоянную игровую практику, руководство клуба в 2005 году отдало Душана Куцяка на полгода в аренду лондонскому клубу «Вест Хэм Юнайтед». Второй раз вернувшись в «Жилину», Душан Куцяк утвердился как основной вратарь команды (Ян Муха к тому времени уже покинул клуб), каковым и оставался до самого окончания своего контракта с клубом в 2008 году.
По истечении контракта с «Жилиной» Душан Куцяк отправился продолжать свою карьеру в зарубежный чемпионат: 26 сентября 2008 года вратарь заключил трёхлетний контракт с румынским клубом «Васлуй».
Летом 2011 года Куцяк перешёл в польскую «Легию». Дебютировал в матче раунда плей-офф Лиги Европы против московского «Спартака» 25 августа, варшавский клуб одержал победу со счётом 3:2 и пробился в основной турнир.
В феврале 2016 года перешёл в «Халл Сити» с контрактом до лета 2017 года. Провёл за клуб одну игру в Кубке Футбольной лиги и феврале 2017 года бесплатно перешёл в Лехию (Гданьск). Летом 2022 года продлил контракт с Лехией до 20 июня 2024 года.

## Карьера в сборной
Первый раз вызов в национальную сборную Душан Куцяк получил в 2006 году, Дебют голкипера за сборную состоялся 10 декабря 2006 года в матче со сборной Объединённых Арабских Эмиратов, Затем последовал 2-летний перерыв; в следующий раз за сборную Душан Куцяк сыграл в 2009 году, 1 июня 2010 года главный тренер сборной Словакии Владимир Вайсс назвал окончательный список футболистов, вызванных для участия в чемпионате мира; среди прочих игроков в списке значился и Душан Куцяк.

## Достижения
- Чемпион Словакии: 2007
- Чемпион Польши (2): 2013, 2014, 2016
- Обладатель Кубка Словакии (3): 2003, 2004, 2007
- Обладатель Кубка Польши (5): 2012, 2013, 2015, 2016, 2019
- Обладатель Суперкубка Польши: 2020